# Óscar Benavides Majino
Óscar Benavides Majino (Huánuco; 8 de febrero de 1948) es un abogado y político peruano. Fue cuatro veces alcalde del distrito de Ate y presidente de la Asociación de Municipalidades del Perú de 2015 a 2018.

## Biografía
Nació en Huánuco, el 8 de febrero de 1948.
Hizo sus estudios escolares en el Colegio Fiscal de Varones de San Pedro de Chaulán (Huánuco) y los secundarios en el Colegio Manco Cápac de La Victoria. 
Entre 1964 y 1967 siguió estudios técnicos de Administración en la Escuela Técnica de Administración de Lima. Es abogado graduado de la Universidad Inca Garcilaso de la Vega.

## Carrera política
Fue miembro del partido Somos Perú donde ejerció como segundo vicepresidente del partido desde el 2010 hasta el 2013.

### Alcalde de Ate
Su primera participación en la política fue cuando postuló a la alcaldía del Distrito de Ate en 1995, sin embargo, no resultó elegido.
En las elecciones municipales de 1998, postuló nuevamente por Somos Perú y resultó elegido como alcalde del distrito de Ate para el periodo municipal 1999-2002. Fue reelegido en las elecciones municipales del 2002 y luego en las elecciones municipales del 2010.
Fue candidato al Congreso de la República por el Frente de Centro en las elecciones parlamentarias del 2006 sin tener éxito.
Renunció a Somos Perú y en las elecciones municipales del 2014, se afilió al partido Solidaridad Nacional donde postuló como alcalde y resultó nuevamente elegido para el periodo municipal 2015-2018.
Fue elegido en el 2015 como presidente de la Asociación de Municipalidades del Perú.
Desde el 2020 se encuentra afiliado al partido Alianza para el Progreso donde postuló al Congreso en 2020 y nuevamente a la alcaldía de Ate en las elecciones municipales del 2022 donde quedó en el tercer lugar de las preferencias.